# Licht erlischt …
Licht erlischt … war eine von 2007 bis 2014 aktive Depressive-Black-Metal- und Funeral-Doom-Band.

## Geschichte
Nerrath gründete Licht erlischt … 2007 „als dunklere Version von HORN, die sich auf getragener Atmosphäre statt auf hervorstechende Melodien stützt“. Nach dem Demoband Bergmanden/Pfade aus dem Leben aus dem Jahr 2007 veröffentlichte Licht erlischt … zwei Studioalben über Black Blood Records. Im Jahr 2009 The Narrow Path und 2012 …and Below, the Retrograde Disciples. Das Soloprojekt bestand bis 2014 und ging in dem Anschluss-Projekt Latitude Egress auf. Die Geschichte des Projektes ist eine durch Zeit geprägte Stilentwicklung. Licht erlischt … trat derweil nicht live in Erscheinung und blieb fortlaufend ein Neben- und Studioprojekt des Musikers.
Die Alben wurden insbesondere im deutschsprachigen Raum rezipiert und zumeist wohlwollend von der Kritik angenommen. The Narrow Path wurde als „ein ambitioniertes Debütalbum“ beurteilt, dies sei jedoch „in manchen Momenten einfach eine Nummer zu verschroben“. Die Bewertungen schwankten zwischen mittelmäßigen bis guten Noten. Die Kritik von Rezensenten machten sich an „Gitarren, Riffqualität und Arrangements“ fest. Herausstechende Stücke seien derweil nicht auszumachen, auch würde The Narrow Path „nicht den Preis für das Album des Jahres gewinnen, das Anhören in ruhigeren Momenten lohn[e] sich dennoch allemal“.
…and Below, the Retrograde Disciples wurde mittelmäßig bis besonders positiv bewertet. Die mittelmäßige Bewertung durch Manuel für Burn Your Ears wurde insbesondere in einer so wahrgenommenen Ereignisarmut und langen Ausklangphasen begründet. Andere Rezensionen widersprachen dieser Einschätzung und waren voll des Lobes. Das Projekt habe mit diesem Album „eine Entwicklung genommen, die […] in Zukunft noch viel weiter gehen“ solle, hoffte Stefan Döring in seiner für das Empyre Mag verfassten Besprechung. Für Metal1.info wurde das Album hoch gelobt, …and Below, the Retrograde Disciples „dürfte so ziemlich jedem gefallen, der zu dieser Jahreszeit gerne mal düstere Töne durch die Boxen jagen möchte, sei es dem Black-, Death- oder natürlich dem Doom-Metaller“.

## Inhalt
Die Umbenennung und damit einhergehende Neuorientierung ging auf den Willen zurück, nicht mehr mit dem Spektrum des Depressive Black Metal assoziiert zu werden. Bereits bei Veröffentlichung des zweiten Albums bemühte Nerrath sich um eine Abgrenzung von dem Etikett des Depressive Black Metal, dem er Licht erlischt … fälschlich zugeordnet sah. Eine inhaltliche Annäherung an die Themen des Depressive Black Metal lehnte er kategorisch ab. Das Debüt wurde derweil „der menschlichen Zerbrechlichkeit und dem unvermeidlichen Fall der Menschheit“ gewidmet und in mehreren Liedtexten nimmt Nerrath Bezug auf Verfall, einen Konflikt zwischen Individualität und Gesellschaft und der Endlichkeit der Existenz, woraufhin die Zuordnung dennoch auch inhaltlich häufig vorgenommen wurde.

„Wer allerdings auf Depressive-/Suicide-/Post-Rock-Metal steht, soll bitte seine Finger von dieser Scheibe lassen: Trotz aller Genrevermischungen bewegt sich LE im Gehege des traditionellen Heavy Metals und spiegelt somit gewisse Grundideale wider, welche mit diesem Depressivquatsch unvereinbar sind. Rumgewimmer, Ritzereien und Sterbenssehnsucht sind und bleiben Emoscheiße, die dann auch bitte innerhalb der Grenzen selbigen Genres (Emocore?) ausgetragen werden soll… oder, wie man so schön sagt: [‚]It´s not suicide unless you kill yourself‘… mich stört es zunehmend, ständig in diese Schiene eingeordnet zu werden.“

Als weitere inhaltliche Aspekte verweist Nerrath auf einen politischen Anspruch, den er an sein Projekt setzt, da er nicht daran glaube, „eine klare Trennlinie zwischen Politik und Musik zu schaffen“. In seinen Erläuterungen zu Stücken des Albums …and Below, the Retrograde Disciples positionierte er sich mit ethnopluralistischen und europaskeptischen Aussagen. So kritisierte er die Europäische Union als „Brüssel-Diktatur“, er selbst sei „ein starker Globalisierungsgegner“ und verachte „das Zusammenschmelzen tausender Gesichter in die Form eines geschlechts- und herkunftslosen Wesens, das sich mit allen unterhalten kann, aber niemanden versteht, das seine Ursprünge mit allen teilt, aber doch keine eigenen besitzt“.

## Stil
Trotz Nerraths ablehnender Haltung gegenüber der Zuordnung zum Depressive Black Metal wurde sein Debüt unter anderem in Besprechungen für die Webzines Vampster und Bloodchamber musikalisch wie inhaltlich dem Genre an der Schnittstelle zum Funeral Doom zugerechnet. Der Klang der Gitarre und die Melodieführung erinnere gelegentlich an Horn. Die Atmosphäre der Musik sei jedoch „weniger stolz und eher depressiv gehalten“. Blastbeat- und Mid-Tempo-Passagen seien Teil der Arrangements, „aber hauptsächlich bewegen sich die Songs eher auf niedrigem, teilweise sogar doomigem Tempo“. Der Gesang sei überwiegend guttural, dabei in verschiedenen Nuancen gehalten. Als Vergleichsgrößen wird auf Shining, Krohm und Xasthur, sowie auf Burzum, Ancient Wisdom und Bohren und der Club of Gore verwiesen. Der Verweis auf die Dark-Jazz-Band wurde aufgrund des Einsatzes eines Vibraphons und der „allgemeinen Stimmung und dem zeitlupenartigen Entwickeln der Melodien“ assoziiert.

„Ausflüge in finsterste Funera-Doom-Lager [sic!] ziehen sich ebenso wie ein roter Faden durch das gesamte Album wie fiese Prügelpassagen. Interessanterweise wird bei genauerer Betrachtung ferner ein Wille zum Experimentieren mit Samples, Soundeffekten oder Stimmlagen deutlich: Straßenlärm, Harfenähnliche Gitarrensounds oder eine Stimme, die neben einer traditioneller [sic!] Black-Metal-Keife in ihren Klargesangmomenten verdammt an James Hetfield (pardon) erinnert, sind nur ein Auszug der gebotenen Palette.“

…and Below, the Retrograde Disciples wird hingegen als „klar gesungene[r], melancholisch anmutende[r] Funeral Doom mit leichtem Black Metal-Einschlag“ beschrieben. Der Gesang wird hierbei als „[g]rößte Veränderung“ gegenüber dem Vorgänger kategorisiert. Jenseits des zuvor präsenten Kreisch-Gesangs des Debüts sei Nerraths Gesang eher als kratziger Klargesang zu bezeichnen und erinnere an Attila Csihar und Alan Averill. Das Album, so Nerrath, sei als Crossover von Nortt, Urfaust und Primordial angelegt. Am Beispiel von Cities Monuments beschrieb Stefan Döring für das Webzine Empyre Mag einen stereotypen Aufbau der Stücke des Zweitwerks.

„Zunächst wird man mit einem Sample, in dem Fall eine Stadtkulisse, in das Geschehen geführt, eine entspannt melancholische Melodie erscheint aus dem Hintergrund, welche den Song im weiteren Verlauf trägt, sich jedoch immer etwas wandelt. Umspielt wird diese Basis von singenden Leadgitarren, welche schon nahezu shoegazend über den Dingen schweben. Das Schlagzeug setzt walzend ein, aber anders als zum Beispiel bei den gecoverten Nortt besitzt das Drumming Dynamik und Abwechslung, vielleicht am ehesten mit der letzten Dolorian zu vergleichen. So dümpeln die Stücke nicht nur in einer Geschwindigkeit, sondern sie wachsen und entwickeln sich zu einem absoluten Höhepunkt hin.“

## Diskografie
- 2007: Bergmanden/Pfade aus dem Leben (Demo, Schlachtenklang Tonwerk)
- 2009: The Narrow Path (Album, Black Blood Records)
- 2012: …and Below, the Retrograde Disciples (Album, Black Blood Records)